# Васильевский (Ставропольский край)
Васи́льевский — хутор в Кочубеевском районе (муниципальном округе) Ставропольского края России.

## География
Расстояние до краевого центра: 49 км.
Расстояние до районного центра: 13 км.

## История
Основан 4 ноября 1903 года.
До 22 марта 1997 года хутор входил в Казьминский сельсовет.
22 марта 1997 года Закон Ставропольского края определил «Образовать в Кочубеевском районе Васильевский сельсовет с центром в хуторе Васильевский, включив в его состав выделенные из Казьминского сельсовета этого же района хутора Васильевский, Андреевский и Беловский».
До 16 марта 2020 года Васильевский являлся административным центром сельского поселения Васильевский сельсовет

## Население
| 1989 | 2002 | 2010 | 2014 |
| ---- | ---- | ---- | ---- |
| 718  | ↗749 | ↘642 | ↗700 |

По данным переписи 2002 года в национальной структуре населения преобладают русские (90 %).

## Инфраструктура
- Культурно-досуговый центр
- Средняя общеобразовательная школа № 8

## Культовые сооружения
За сельским Домом культуры расположено традиционное кладбище площадью 8600 м².